# Iyashikei
Iyashikei (癒し系 (Dũ hệ)) là một thể loại dành riêng dành cho các tác phẩm có nguồn gốc từ Nhật Bản chủ yếu là manga và anime. Thể loại này là một thể loại phụ của Slice of life đặc trưng miêu tả cuộc sống yên bình, nhẹ nhàng mang tính "chữa lành" cho tâm hồn người xem. Từ Iyashikei có nghĩa là "chữa các loại bệnh" hay "chữa bệnh" trong tiếng Nhật.